# 凱特·沃許
凱瑟琳·艾琳·沃許（英語：Kathleen Erin Walsh，1967年10月13日—）是一位美国女演员和女商人。她最出名的角色是ABC医疗剧《实习医生》（2005-2012年、2021-2023年）和《私人诊所》（2007-2013年）中的艾迪生·蒙哥馬利医生。
沃許也因參演ABC情景喜剧《德鲁·凯里秀》（1997-2002年）、 NBC法律情景喜剧《坏法官》（2014-2015年）、 Netflix青少年剧《漢娜的遺言》（2017-2019年）、Netflix超级英雄剧《雨傘學院》（2019-2024年）以及Netflix喜剧《艾蜜莉在巴黎》（2020年至今）。